# Casal do Marco
Casal do Marco é uma localidade dividida ao meio pelas freguesias de Arrentela e Aldeia de Paio Pires, situada no Município do Seixal, na Península de Setúbal, no Distrito de Setúbal.
A estação ferroviária servida pela Fertagus e denominada Fogueteiro encontra-se na realidade no lugar de Casal do Marco. Tem uma população próxima aos 3.000 habitantes, segundo o último censo 2011, do INE. Apesar do seu pequeno tamanho, esta localidade dispõe de diverso comércio local, incluindo diversos cafés e restaurantes, um banco ( Novobanco ), mercearias, comércio automóvel, loja de electrodomésticos, talhos, farmácia, vidreira, cabeleireiro, mediadores de seguros, barbearias, duas clínicas privadas, duas bombas de combustível ( BP), escola de condução, loja de tintas, etc.
Também possui um mercado municipal, uma escola primária, uma igreja e um clube desportivo com grandes tradições no Município, o Clube Desportivo e Cultural do Casal do Marco, que já jogou uma Taça dos Campeões Europeus na modalidade de Sueca. Além disto tudo, também possui um pequeno parque industrial ou zona industrial, onde se podem encontrar instalações comerciais ou fabris de médio porte, como o Aldi (supermercado), Munditubo (andaimes e equipamentos para a construção civil), Ixina (mobiliário de cozinhas), Reparação automóvel, Concessionário da Seat, Ferragens e equipamento industrial, Elo (fábrica de molas para suspensões de camiões), Produtos químicos, etc.
É também no Casal do Marco que fica uma das mais prestigiadas fábricas de produtos plásticos de Portugal, MANI-Indústrias plásticas, Lda. 
É pois, uma pequena localidade do Município do Seixal mas com uma grande actividade ao longo de todo o ano, sendo no entanto um excelente local para se viver, com espaço e muita tranquilidade, com um índice de criminalidade extremamente baixo, embora de vez em quando ocorra a queima dos ecopontos.
Nos limites desta localidade, meio a meio com a localidade do Fogueteiro, fica o centro comercial Rio Sul Shopping, um dos maiores e melhores espaços comerciais do mundo e promovido pela Sonae Sierra.
O Casal do Marco está muito bem servido de acessos rodoviários, principalmente pela estrada nacional EN 10, que vai até Setúbal (capital do distrito com o mesmo nome, onde se insere o Município do Seixal) e corta a localidade mais ou menos a meio. O acesso à A2, autoestrada que faz a ligação entre Lisboa e Setúbal, passa ao lado da localidade e é também feito através da EN 10.